# Stazione di Sant'Angelo-Cinigiano
La stazione di Sant'Angelo-Cinigiano è una stazione ferroviaria situata in località Sant'Angelo Scalo, a servizio dei territori comunali di Montalcino e di Cinigiano, rispettivamente in provincia di Siena e in provincia di Grosseto.
La stazione era una delle fermate della ferrovia Asciano-Monte Antico, attiva fino al 1994, quando fu chiusa dopo l'apertura della linea Siena-Buonconvento-Monte Antico.
Attualmente è dotata solamente del servizio di Trenonatura, locomotiva turistica della FTI.

## Filmografia
In questa stazione è stata girata la scena finale del film L'ultima volta che siamo stati bambini.